# 浮世亭とんぼ・横山まさみ
浮世亭とんぼ・横山まさみ（うきよていとんぼ よこやままさみ）は、日本の漫才コンビ。「とんぼ・まさみ」とも表記される。1999年コンビ結成。松竹芸能所属、落語協会、東京演芸協会会員。

## メンバー
- 浮世亭とんぼ（1974年（昭和49年）12月27日 - ）本名：山本進開。
  - 大阪府堺市出身。
  - 立ち位置は向かって左。
  - 身長：169cm、体重：54kg。
  - 血液型はA型。
  - 趣味は、相撲・プロレス観戦。ビールが大好き。　　　
  - 東京ヤクルトスワローズの40年来のファン、因みにパリーグは、今でも敢えて南海ホークス[本人談]。
  - 似顔絵師の資格を取得している。
  - 2017年4月に日本大学商学部に入学した[1]。
  - 元は浮世亭とん平の弟子。1993年に弟子入り。

- 横山まさみ（1969年（昭和44年）2月26日 - ）本名：坂口正実。
  - 大阪府高石市出身。
  - 立ち位置は向かって右。
  - 身長：164cm、体重：90kg。
  - 血液型はO型。
  - 趣味は、競馬と釣り。
  - 元は横山ひろしの弟子。1989年に弟子入り。
  - かつては松島ひで夫・ひで丸のひで夫と共に「横山まさみ・松島ひでお」を組んでいた。

## 経歴
元は双方別の門下として松竹芸能に所属していた。後に上京し2010年に七代目桂才賀門下となり、2012年1月に上方漫才師としては初の落語協会に入会した。その後、2025年2月に師匠の才賀が死去したため、同年4月に才賀の直弟子である三代目桂やまと門下に直った。
2022年4月別物ではあるが、鈴本演芸場に上がった事により落語協会所属の漫才師は全て鈴本の舞台を踏んだと数えられる。漫才師としての活動以外にも、講演会のセミナーやライブの司会、結婚式などのトークショーにも出演している。

## 受賞歴
- 第21回今宮子供えびすマンザイ新人コンクール 香川登志緒賞（2000年）
  - まさみのみ第14回 同賞 奨励賞（1993年） - 「横山まさみ・松島ひでお」時代
- 第24回NHK上方漫才コンテスト 優秀賞（1994年）- まさみ、「横山まさみ・松島ひでお」時代

## 出演
- たかじんONE MAN（毎日放送）
- 森脇健児の切磋たく丸!!（朝日放送）
- わいわいサタデー（朝日放送）
- たかじん胸いっぱい（関西テレビ）
- 爆笑BOOING（関西テレビ）- まさみのみ、「横山まさみ・松島ひでお」時代に出演。勝ち抜けず。
- 難波金融伝・ミナミの帝王（ケイエスエス）